# David Laufer
David Laufer, né à Lausanne en 1971, est chroniqueur, entrepreneur et écrivain.

## Biographie
David Laufer a obtenu une maturité latine au collège de Saint-Maurice puis une maîtrise d'histoire médiévale à la Sorbonne. À Paris, il a collaboré avec Jean-Jacques Beineix, puis comme journaliste avec divers quotidiens et magazines dans plusieurs pays du monde.
Après dix années, notamment à Paris, aux États-Unis, en Serbie et à Londres, David Laufer a cofondé en Suisse en 2010 une société de services juridiques bancaires, LMD Search sàrl. Depuis 2014, il réside à nouveau à Belgrade, en Serbie. 
Il a publié un premier roman, Le monde à témoin, en 2002 aux éditions de l'Âge d'Homme, suivi en 2006 d'un second roman, Antarctique. En 2008, il publie un essai et une collection d'entretiens sur la crise bancaire en cours, Mon banquier m'a dit.... En 2008, il a également publié une postface à l'ouvrage de Momo Kapor, Le mystère Chlomovitch (Xenia éditions). En 2009, il traduit et publie un long entretien du philosophe politique américain Karl Hess (1923-1964) sous le titre Petit traité du bonheur et de la résistance fiscale (Xenia éditions). En 2011, il a dirigé la rédaction et l'édition d'un ouvrage collectif sur le plus grand parti de Suisse, l'Union Démocratique du Centre, L'UDC en 7 leçons (Vigousse, 2011). Il participe régulièrement à des émissions et est invité comme chroniqueur sur plusieurs médias, notamment sur la radio LFM, où il est éditorialiste depuis 2009. Il est aussi l'auteur de plusieurs articles dans Le Temps, Le Monde et dans Le Figaro. Il tient un blog politique sur dlaufer.blog.24heures.ch.

## Sources
- « David Laufer », sur la base de données des personnalités vaudoises sur la plateforme « Patrinum » de la Bibliothèque cantonale et universitaire de Lausanne.
- LAUFER David • ANTARCTIQUE
- Les portraits de David Laufer
- David Laufer
- David Laufer Finyear invité de C dans l'air sur France 5